# Hydrelia pulchraria
Hydrelia pulchraria är en fjärilsart som beskrevs av Walker 1861. Hydrelia pulchraria ingår i släktet Hydrelia och familjen mätare. Inga underarter finns listade i Catalogue of Life.